# Synagogue de Bologne
 (juillet 2025).
La synagogue de Bologne, capitale de la région italienne d'Émilie-Romagne, a été construite en 1928. La synagogue est située 4 Via Mario Finzi.

## Histoire
La synagogue, inaugurée le 4 novembre 1928, a été construite selon les plans des architectes Attilio Muggia et Guido Muggia. Durant la Seconde Guerre mondiale, elle fut gravement endommagée par les bombes en 1943 et reconstruite en 1954.
Lors de la dernière rénovation en 2008/2009, des vestiges d'une ancienne maison de l'époque impériale romaine ont été découverts au sous-sol. Le 11 janvier 2025, la synagogue a été prise d'assaut et vandalisée par des islamistes.

## Littérature
- Luoghi ebraici en Émilie-Romagne. Touring Club italien, Milan 2005, p. 29–31.

## Liens
- Notices d'autorité :   - VIAF
- Visite virtuelle
- Communauté juive de Bologne (avec de nombreuses photos)